# WTA German Open 2001
Il WTA German Open 2001 è stato un torneo di tennis giocato sulla terra rossa.
È stata la 89ª edizione del German Open, che fa parte della categoria Tier I nell'ambito del WTA Tour 2001.
Si è giocato al Rot-Weiss Tennis Club di Berlino in Germania dal 7 al 13 maggio 2001.

## Campionesse

### Singolare
Amélie Mauresmo ha battuto in finale  Jennifer Capriati con il punteggio di 6–4, 2–6, 6–3.

### Doppio
Els Callens /  Meghann Shaughnessy hanno battuto in finale  Cara Black /  Elena Lichovceva con il punteggio di 6–4, 6–3.